# Török József (kamaraelnök)
Szendrői gróf Török József (1714. február 14.. – 1776.) borsodi alispán, szepesi Kamarai elnök, családja grófi címének megszerzője.

## Élete
Török Ferenc és Vécsey Zsuzsanna bárónő egyetlen ismert gyermekeként született a szendrői Török családba. 1745-ben lett Borsod vármegye alispánja, mely tisztét 9 éven át viselte. Ez alatt az idő alatt házasodott meg, Pfeffershoven Katalin bárónőt vette el, és ugyancsak ebben az időszakban vagy tulajdonjogot vagy zálogjogot szerzett az ónodi Rákóczi-birtok egy részén. Ugyancsak a 18. század közepén építette fel emeletes késői barokk-korai klasszicista kastélyát is Nagykázméron. Ehhez a kastélyhoz egy 976 holdas birtok is tartozott. 1754-ben alispáni székéből magyar királyi helytartósági tanácsosi pozícióba került, majd 1758-ban a magyar királyi kamara tanácsosa lett. 1772-től a szepesi kamara igazgatósági adminisztrátora, majd ugyanezen kamara elnöke is volt. Mária Terézia magyar királynőtől 1774. december 28-án érdemei elismeréséül grófi rangot kapott.
A politikai szerepvállalás mellett Török gróf szabadkőműves is volt, és emellett nagyon érdekelte az alkímia is. Bécsben találkozott néhány magát alkimistának valló egyénnel, akik azt ígérték, hogy Lajos fiát megtanítják az alkímia mesterségére. Ezért cserébe 3000 forintot adott a gróf nekik, de a szélhámosok megszöktek a nagy összeggel. Állítólag ezután vásárolt egy mázsa ezüstöt, hazatért kázméri kastélyába, és az alkímiába temetkezett. Mind a szabadkőművesség, mind az alkímia rengeteg pénzét emésztette fel élete során.

### Családja
Valamikor 1745 és 1754 között vette feleségül Pfeffershoven Katalin bárónőt (?–1790), aki négy gyermeket szült neki:
- Anna
- József (1742–?); neje: Vass Anna
- Eszter; első férje: siklósi Andrássy István; második férje: Henniger János báró
- Lajos (1748–1810) szabadkőműves főmester, pedagógiai szakíró, politikus, Kazinczy Ferenc apósa; neje: Roggendorf Alojzia grófnő (1754–?)